# 偽大斜方截半立方體
偽大斜方截半立方體是一種偽均勻多面體，由8個正三角形和18個正方形組成，其頂點圖與非凸大斜方截半立方體（均勻多面體）相同，但不是均勻多面體（不滿足點可遞的特性），並且具有較小的對稱群，由瓊斯（Jones, R Hughes）於1994年發現並描述:362。其可以藉由將非凸大斜方截半立方體的局部旋轉45度構成，這種特性就類似小斜方截半立方体與異相雙四角台塔柱的關係。

## 性質
偽大斜方截半立方體由26個面、48條邊和24個頂點組成。在其26個面中，有8個三角形和18個正方形，在18個正方形中，可以分成3組，一組是在非凸大斜方截半立方體變換成偽大斜方截半立方體旋轉的部件上，各4個，共八個；另一組為非凸大斜方截半立方體變換成偽大斜方截半立方體不動的8個正方形（作為八角星柱的側面）；以及剩餘的2個正方形。

### 頂角的組成
在偽大斜方截半立方體的24個頂點中，每個頂點都是3個正方形和1個三角形的公共頂點，並且這些面在構成頂角的多面角時，以三角形、正方形、正方形和正方形的順序排列，在頂點圖中可以用(3.4.4.4)來表示，更精確地，若要表達三角形反向相接的特性，有時會將3改成3/2，即3/2.4.4.4。
| 將偽大斜方截半立方體的頂角視覺化的圖形 |

### 構造
偽大斜方截半立方體可以從非凸大斜方截半立方體構造而成，其方法為從非凸大斜方截半立方體中取一個正方形面和8個與該正方形共用頂點的面（取下來的形狀類似無八角星底面的交叉四角帳塔）並將這個取下的部件旋轉45度（{\displaystyle {\frac {\pi }{4}}}）即可構成偽大斜方截半立方體。
| 非凸大斜方截半立方體 | 要從非凸大斜方截半立方體旋轉的部分形似交叉四角帳塔 | 不變的部分形似八角星柱 | 變換完的形狀，即偽大斜方截半立方體 |

## 相關多面體
偽大斜方截半立方體也稱為異相雙交叉四角台塔柱（elongated crossed square gyrobicupola）類似於異相雙四角台塔柱的名稱。
| 非凸大斜方截半立方體 | 偽大斜方截半立方體 |